# Heilpraktiker
 (mars 2018).
Si vous disposez d'ouvrages ou d'articles de référence ou si vous connaissez des sites web de qualité traitant du thème abordé ici, merci de compléter l'article en donnant les références utiles à sa vérifiabilité et en les liant à la section « Notes et références ».
Heilpraktiker,  « praticien de santé », est le nom d'un statut délivré aux praticiens en paramédecine dans certains pays de culture allemande. 

## Description
Ce statut est délivré aux candidats répondant à des conditions strictes (le casier judiciaire doit par exemple être totalement vierge), et ayant réussi l'examen du Ministère de la santé portant principalement sur des questions de médecine clinique pour les Heilpraktiker, et de psychologie clinique pour les Heilpraktiker en psychothérapie. Cet examen assez difficile (taux de réussite entre 5 et 10 %)[réf. nécessaire] donne aux patients une assurance de formation et de qualité. 
Ainsi existe en Allemagne, un statut de Heilpraktiker réglementé par une loi datant de 1939, statut permettant à des praticiens d'exercer des méthodes de soins relevant du domaine de la médecine sans toutefois posséder l'approbation de médecin. Il est clairement défini que le Heilpraktiker n'est pas un médecin, qu'il doit porter le titre de Heilpraktiker et ne pas prêter à confusion en usurpant le titre de médecin. Ainsi, s'il pratique l'homéopathie, il ne pourra utiliser le titre d'homéopathe (réservé aux médecins) mais devra se présenter comme Heilpraktiker en mentionnant sous son titre 'Homéopathie'. Son droit de pratiquer est donc règlementé, à côté de la loi sur le statut de Heilpraktiker Heilpraktikergesetz (HPG) par toute une série d'autres lois. Ainsi il lui est clairement interdit de prescrire des médicaments sur ordonnance. Dans les limites non légiférées, le Heilpraktiker se doit de respecter la déontologie professionnelle.
Il existe actuellement plus de cinquante écoles de formation de Heilpraktikers en Allemagne, dont le groupe le plus important porte l'appellation Paracelsus HeilpraktikerSchulen. Une école de ce groupe se trouve en Suisse, à Zurich.
Environ 20 000 Heilpraktikers sont dénombrés en Allemagne et officiellement reconnus par l'État. Ce statut n'a pas d'équivalent en France ni dans la plupart des pays non germaniques. En Suisse, il existe dans certains cantons germanophones un statut proche, mais avec des possibilités thérapeutiques plus limitées et ce, sous différentes appellations : Heilpraktiker, Naturheilpraktiker, ainsi que Naturarzt dans le canton de Bâle-Campagne.
Ce statut n'a aucune reconnaissance à l'échelle de l'Union Européenne. 

## Heilpraktiker en psychothérapie
Le Heilpraktiker en psychothérapie répond aux mêmes critères que le Heilpraktiker, à la différence près que son domaine d'activité reste spécialisé à l'exercice de la psychothérapie, le thérapeute est donc un praticien en psychothérapie. Ici également ce statut se veut une garantie pour les patients, les connaissances en matière de psychologie clinique du praticien ayant été testées par un examen mis en application par le Ministère de la santé. Les méthodes de thérapie utilisées sont laissés libres au praticien, bien que les plus reconnues soient la psychanalyse, la gestalt-thérapie, les thérapies comportementalistes, et également assez répandue en Allemagne la thérapie systémique (par exemple : les constellations familiales).